# Antitoxin

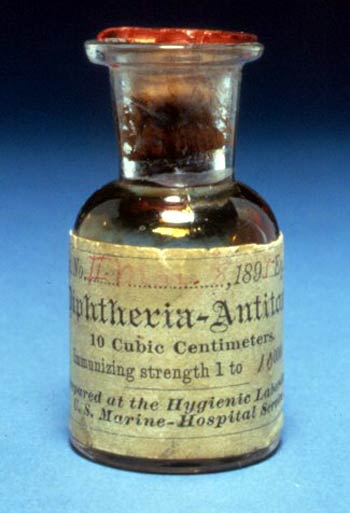
Diphtherie-Antitoxin historisch

Ein Antitoxin (von altgriechisch αντί antí „gegen“ und -toxin) ist ein Gegengift, das bereits im Körper vorhandene mikrobielle, pflanzliche oder tierische Gifte unschädlich macht.
Dabei wird der Begriff in zwei Bedeutungen verwendet. Entweder für einen Antikörper, der durch die Anwesenheit giftiger xenobiotischer Substanzen induziert wird. Dies erfolgt in der Regel durch einen krankheitsverursachenden Organismus oder giftige Substanzen, die er absondert (z. B. Phytotoxine, Zootoxine, bakterielle Exotoxine). Oder für ein Vollserum oder die Globulinfraktion des Serums von Genesenden oder von Tieren (z. B. Pferde, Rinder, Kaninchen), die durch Injektionen eines spezifischen Toxoids immunisiert wurden. Das Prinzip der Serumbehandlung hat sich bei Infektionskrankheiten mit starken Toxinbildnern wie Tetanus, Botulismus und Diphtherie sowie die Antivenine bei Intoxikation mit Schlangengift (zum Beispiel Bothropisches- oder Crotalus-Antitoxin) oder anderen Tiergiften bewährt. Antitoxine sind spezifisch nur gegen das zur Immunisierung verwendete Gift gerichtet und kann auch prophylaktisch eingesetzt werden. Chemisch gesehen handelt es sich um neutralisierende Antikörper aus der Produktion von B-Lymphozyten.
Die Entwicklung des ersten Antitoxins gelang 1890 den deutschen beziehungsweise japanischen Bakteriologen Emil von Behring und Kitasato Shibasaburō in gemeinsamer Arbeit. Die Forscher konnten zeigen, dass an Tetanus erkrankte Mäuse durch die Übertragung einer im Serum von Tetanus-immunen Kaninchen vorhandenen antitoxischen Aktivität geheilt werden können. Eine Arbeit über die erfolgreiche Serumtherapie von an Diphtherie erkrankten Meerschweinchen veröffentlichte Emil von Behring zusammen mit Erich Wernicke im Jahre 1892.